# Base Autonoma
Base Autonoma è stata un'organizzazione extraparlamentare italiana di estrema destra attiva dal 1991 al 1993, scioltasi in seguito all'entrata in vigore della legge Mancino.
Nasce come un network, a carattere nazionale, che collega tra loro vari gruppi ed organizzazioni appartenenti alla galassia di skinhead e naziskin.

## Storia
Il contesto in cui avvenne la genesi del primo "network nero" è la Roma dei primi anni 1990, quando Base Autonoma si costituisce attorno alle esperienze del Movimento Politico, organizzazione nata nel 1989 dalla fusione della Divisione Artistica del Fronte della Gioventù (area giovanile del Movimento Sociale Italiano) con il Movimento Politico Occidentale, formazione di matrice nazional-rivoluzionaria fondata nel 1984 a Grottaferrata da un gruppo di reduci dalle esperienze prima di Avanguardia Nazionale e poi della sezione romana del FUAN di via Siena.
L'organizzazione Base Autonoma nasce ufficialmente il 29 agosto 1991 a Bassano del Grappa, in occasione del raduno Ritorno a Camelot, evento politico-musicale organizzato annualmente dal Veneto Fronte Skinheads. Le principali realtà che partecipano al progetto sono il Movimento Politico di Maurizio Boccacci, operativo soprattutto a Roma, Azione Skinhead di Milano e Veneto Fronte Skinhead.
Tra gli animatori del progetto politico, oltre a Maurizio Boccacci, vi è anche Roberto Valachi, anima del primo nucleo di skinhead dei Colli Albani.
Nel 1990 questi tre movimenti avevano costituito, tramite atto notarile, l'associazione Skinhead d'Italia, divenuta il centro di coordinamento del network. Vi aderirono gruppuscoli di una vasta galassia disseminata in tutto il paese e due circoli culturali (Ideogramma di Milano e Il sentiero di Trieste). In seguito, vi si sono aggiunti i gruppi SPQR Skinhead di Roma, Azione Skinhead Colli Albani, Liguria Fronte Skinhead, Skinheads Latina, Fronte Europeo, Avanguardie di Popolo.
Il "network nero" catalizzò intorno a sé numerosi nuclei naziskin legati al circuito della Musica alternativa di destra nota come White Power Rock e Rock Against Communism; una delle principali tematiche trattate è quella dell'immigrazione: i militanti del network, e in particolare di Movimento Politico, si rendono responsabili di atti di violenza xenofoba, tra cui un assalto ad un ostello per immigrati a Roma; anche gli aderenti veneti e milanesi vengono coinvolti in risse, pestaggi e assalti. Nel febbraio 1992, viene organizzata a Roma una manifestazione nella quale sfilano naziskin con il braccio teso e le svastiche ben visibili sui bomber.

## L'ideologia
La paternità ideologica è affidata al gruppo de L'uomo libero, la rivista milanese di area nazional-rivoluzionaria fondata nel 1979 da Sergio Gozzoli (già volontario della Repubblica Sociale Italiana a soli 14 anni). L'uomo libero raggiunse la notorietà negli anni novanta grazie ai frequenti contatti con varie organizzazioni del movimento skinhead di estrema destra, al quale finirà poi per rivolgersi in maniera quasi esclusiva, con l'espresso proposito di tramutare lo skinhead in un disciplinato e consapevole soldato politico.
Le parole d'ordine di Base Autonoma sono Patria, socializzazione e antagonismo. Si tratta di un misto di fascismo socialisteggiante e di cultura xenofoba che li porta a descrivere una millenaria civiltà europea minacciata dal mondialismo e dall'immigrazione. I due concetti portano a considerare il migrante come l'incarnazione di un'asserita moderna dittatura mondialista da combattere. L'immigrazione viene descritta come il tentativo violento che vorrebbe cancellare le tradizioni nazionali e le comuni radici dei popoli europei, in conseguenza di quello che definiscono un preciso disegno di omologazione e annientamento delle culture e di corruzione di ciò che essi chiamano la "razza bianca".
Questa lettura in chiave cospiratoria del fenomeno migratorio e, più in generale della globalizzazione americana, consente a questo movimento di portare avanti un discorso astrattamente antagonista e ribelle rispetto ai cosiddetti poteri forti, individuati negli USA (considerati il cuore del sistema capitalista e, in tale visione, il soggetto che impone prepotentemente il proprio modello culturale e sociale), ma anche nel comunismo, colpevole, secondo tale lettura della storia, di aver consegnato l'Italia agli Stati Uniti attraverso la Resistenza. Allo stesso tempo, l'interpretazione cospirazionaista è la base ideologica per propagandare i propri contenuti razzisti che individuano nei migranti gli strumenti materiali di cui quello stesso disegno si servirebbe per attuare una "contaminazione razziale", culturale e religiosa.

## Scioglimento d'ufficio a seguito del decreto Mancino
In seguito all'allarme causato dal dilagare del fenomeno, le autorità politiche e istituzionali iniziano a proibire le manifestazioni. A Roma, il Movimento Politico incolla delle stelle gialle sugli esercizi dei commercianti ebrei. Questo attacco provocò la reazione di gruppi di giovani ebrei, culminata con l'assalto alla sede di via Domodossola del Movimento Politico.
Nel dicembre 1992 viene approvata la cosiddetta legge Mancino, che introduce una nuova figura di reato connessa alla discriminazione razziale.
Nel maggio 1993, attraverso l'Operazione Runa, si opera per mettere fine alla galassia organizzata dei naziskin italiani. L'intera Base Autonoma è messa fuori legge, così come quasi tutti i gruppi che ne facevano parte, ad eccezione del Veneto Fronte Skinhead, mentre altri gruppi hanno cambiato nome per sfuggire alla legge. Il bilancio è comunque di numerosi arresti.
Quando, nel 1993, Base Autonoma viene disciolta per legge, la rivista L'uomo libero di Gozzoli non esaurisce l'esperienza editoriale. Prosegue, anzi, la propria attività fino a divenire stretta interlocutrice del partito Forza Nuova, di cui Gozzoli diverrà candidato per le elezioni europee e provinciali, nonché candidato a sindaco per il comune di Milano nelle elezioni amministrative del 2001.